# Afroleptomydas suffusipennis
Afroleptomydas suffusipennis är en tvåvingeart som först beskrevs av Enrico Adelelmo Brunetti 1929.  Afroleptomydas suffusipennis ingår i släktet Afroleptomydas och familjen Mydidae. Inga underarter finns listade i Catalogue of Life.